# 浦上山里村
浦上山里村（うらかみやまざとむら）は、長崎県西彼杵郡にあった村。1920年（大正9年）に上長崎村とともに長崎市に編入された。
現在の長崎市中央地区の一部、及び西浦上地区の一部にあたる。

## 地理
西彼杵半島と野母半島（長崎半島）の基部、浦上川の下流域に位置する。
- 山：金比羅山（琴平山）
- 河川：浦上川

## 沿革
江戸時代は幕府領の山里掛と淵掛、大村藩領の家野・木場（古場）・滑石・北・西の各村があり、これらを合わせて浦上村と称した。後に浦上山里村となる地域は上記のうち「山里掛」にあたる。
浦上村は明治初期から中期にかけて幾度かの村域変遷を経て、1882年（明治15年）に浦上村より分割された2村のうちの1村として浦上山里村が成立した。
- 1889年（明治22年）4月1日 - 町村制施行により、西彼杵郡浦上山里村が単独村制にて発足。
- 1897年（明治30年）7月22日 - 九州鉄道長崎線（のち日本国有鉄道長崎本線）が開業し、当村域に長崎駅（のち浦上駅に改称）が設置される。
- 1898年（明治31年）10月1日 - 以下の村域変更が行われる[6]。
  - 当村のうち里郷・馬込郷の各一部が淵村・戸町村・上長崎村の各一部、及び下長崎村の全域とともに長崎市に編入[7]。
  - 淵村の一部（大字浦上淵のうち寺野郷）を当村に編入[8]。
- 1920年（大正9年）10月1日 - 上長崎村とともに長崎市に編入し、浦上山里村は自治体として消滅。

## 地名
郷を行政区域とする。浦上山里村は1889年の町村制施行時に単独で自治体として発足したため、大字は無し。
- 家野郷（いえの）[9]
- 里郷 - 1898年、一部を長崎市に編入[6]。
- 中野郷
- 馬込郷 - 1898年、一部を長崎市に編入[6]。
- 本原郷（もとはら）[10]
- 寺野郷 - 1898年、淵村より編入[6][11]。

## 交通

### 鉄道
日本国有鉄道
- 長崎本線

（西浦上村） - 浦上駅 - （長崎市）

## 名所・旧跡
- 浦上天主堂
- 帳方屋敷跡[12]